# Acanthixalus spinosus
Acanthixalus spinosus är en groddjursart som först beskrevs av Buchholz och Peters 1875.  Acanthixalus spinosus ingår i släktet Acanthixalus och familjen gräsgrodor. Inga underarter finns listade i Catalogue of Life.
Hanar har många taggar vid mellersta och bakre delen av foten.
Utbredningsområdet sträcker sig från södra Nigeria över Kamerun till Kongo-Kinshasa. Individerna vistas i regnskogar i låglandet. De lever främst och fortplantar sig i små pölar som bildas i de stora trädens håligheter.
Beståndet påverkas negativ när stora träd röjs. Acanthixalus spinosus är ganska sällsynt men hela populationen anses vara stor. IUCN kategoriserar arten globalt som livskraftig.